# Chankillo
El Complejo arqueoastronómico Chankillo o Chanquillo es un observatorio solar, considerado el más antiguo de América. El observatorio, creado por la cultura Casma / Sechín y de una antigüedad de al menos 2200 años, está conformado por trece torres alineadas de norte a sur. Se ubica en el valle de Casma, en el distrito y provincia epónima, en la región Áncash del Perú.
El 27 de julio de 2021 fue declarado Patrimonio Cultural de la Humanidad por la Unesco durante la 44.ª reunión del Comité del Patrimonio Mundial celebrada en Fuzhou (China).

## Ubicación
El sitio arqueológico está situado en el km 361 de la Panamericana Norte, sobre la margen izquierda del río Casma al sur del valle de San Rafael, en Perú. Se encuentra en el distrito y provincia de Casma en la región Áncash de Perú.
Chankillo se encuentra además a 200 km al norte de Caral, la civilización más antigua del continente americano, también inscrita en la lista del patrimonio mundial en 2009.

## Descripción
El complejo arqueológico está compuesto principalmente por las Trece Torres, un centro administrativo, una estructura fortificada en la parte superior de una colina, denominada la Fortaleza, y una serie de plazas y patios.

### Las Trece Torres
Las Trece Torres están conformadas de forma cúbica por piedra canteada y barro. Las primeras diez torres se ubican en el eje Norte-Sur y las últimas tres presentan un cambio de dirección hacia el suroeste. La altura de las torres varía entre 2 a 6 metros. La distancia entre ellas varía entre los 4,7 m y los 5,1 m. Cada torre tiene en su lado norte y lado sur una escalinata empotrada, estrecha y empinada que llevan a la cúspide de las mismas.
Durante el solsticio de diciembre, desde un punto de observación al oeste de las torres, se observa la salida del Sol en la cima de la Torre 13. Luego, para el solsticio de junio, desde el mismo punto, se observa la salida del Sol a la izquierda de la Torre 1, sobre una colina natural «era interpretada como la 'torre' del extremo izquierdo en este perfil».

## Función
Se ha establecido que las Trece Torres o trece construcciones en la cima de la colina de Chankillo pudieron funcionar como marcadores de horizonte; es decir, para visualizar al sol desde un punto fijo en fechas determinadas.
Dos de sus principales investigadores, Iván Ghezzi y Clive Ruggles, explican que las trece torres servían para señalar con bastante precisión los solsticios y equinoccios, y en general para marcar el movimiento cíclico del sol a través del año, indicando el avanzado conocimiento de la astronomía, con fines prácticos y rituales, de los antiguos peruanos.